# Grady County (Georgia)
Grady County is een county in de Amerikaanse staat Georgia.
De county heeft een landoppervlakte van 1.187 km² en telt 23.659 inwoners (volkstelling 2000). De hoofdplaats is Cairo.